# ITT Inc.
ITT Inc. (previamente ITT Corporation) es una empresa estadounidense de manufactura. Su sede se encuentra en Stamford, Connecticut, y se especializa en la producción de componentes para el sector industrial, aeroespacial, energético y de transportes. Su fuerza laboral está compuesta por casi diez mil trabajadores y opera en cien países.
Fue fundada en 1920 como International Telephone & Telegraph. Durante las décadas de 1960 y 1970, la empresa se convirtió en un conglomerado y tuvo un crecimiento exponencial producto de las varias adquisiciones que realizó en diversas industrias.
En 1986, la empresa vendió sus activos en el rubro de las telecomunicaciones. En 1995, hizo lo mismo con sus negocios en el sector de hotelería, entre ellos la cadena Sheraton Hotels and Resorts. Al año siguiente, la empresa es dividida en tres compañías, de las cuales ITT Industries, Inc. surge como heredera actual de la anterior corporación. En 2006, decide cambiar su denominación a ITT Corporation. 
En 2011, ITT separó sus operaciones en el sector de defensa en una empresa con el nombre de Exelis (actualmente bajo L3Harris Technologies). Sus activos en el rubro de la tecnología hidráulica fueron separados a una empresa denominada Xylem Inc. En 2016, ITT Corporation cambió de nombre a ITT Inc.

## Clientes y programas

### Administración Federal de Aviación NextGen
En 2007, ITT se adjudicó un contrato inicial de 207 millones de dólares por la Administración Federal de Aviación (FAA en inglés) para liderar un equipo con tal de desarrollar e implementar el sistema ADS-B. Este es un componente clave del programa de modernización del control de tráfico aéreo NextGen de la FAA, destinado a aumentar la seguridad y eficiencia para satisfacer las crecientes necesidades de transporte aéreo. ITT es responsable de la integración e ingeniería global del sistema y bajo las opciones del contrato puede operar y mantener el sistema después de la implementación a partir de septiembre de 2025. El equipo de ITT incluye a sus socios AT&T, Thales North America, WSI, SAIC, PriceWaterhouseCoopers, Aeroespace Engineering, Sunhillo, Comsearch, MCS of Tampa, Pragmatics, Washington Consulting Group, Aviation Communications and Surveillance Systems (ACSS), Sandia Aerospace y NCR Corporation.

### GeoEye-1
El 6 de septiembre de 2008, el sistema de generación de imágenes de la ITT fue lanzada a bordo del satélite GeoEye-1 para proporcionar imágenes de alta resolución de la Tierra. El satélite tiene la capacidad de recoger imágenes de resolución pancromática de 0,41 (blanco y negro) y multiespectral de 1,65 (color). GeoEye-1 puede localizar un objeto con una precisión de tres metros de su verdadera ubicación en la superficie de la Tierra. El satélite también será capaz de reunir hasta 700.000 kilómetros cuadrados de imágenes pancromáticas por día.

## Historia
ITT se formó en 1920, a partir de la Puerto Rico Telephone Company cofundada por Sosthenes Behn. Su primera gran expansión ocurrió en 1923 cuando se consolidó en el mercado español de las telecomunicaciones en lo que ahora es Telefónica. Desde 1922 hasta 1925 compró un número de compañías telefónicas europeas. En 1925 compró la compañía Bell Telephone Manufacturing en Bélgica, que estaba afiliada anteriormente con AT&T. En la década de 1930, ITT creció a través de la compra de las empresas alemanas de electrónica Standard Elektrizitaetsgesellschaft (SEG) y Mix & Genest, las cuales eran empresas que operaban internacionalmente.

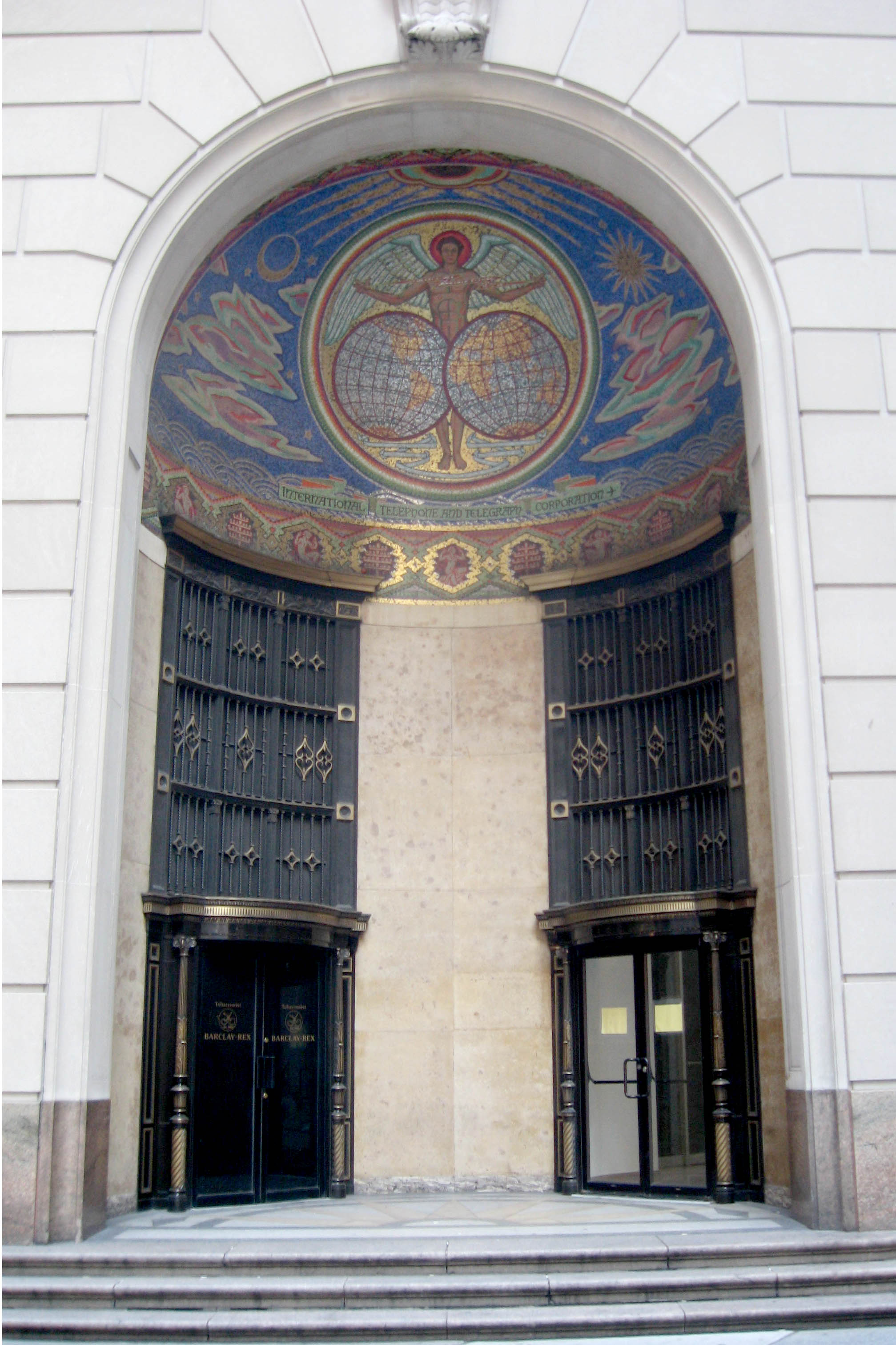
75 Broad Street, Manhattan, antigua sede central de ITT.

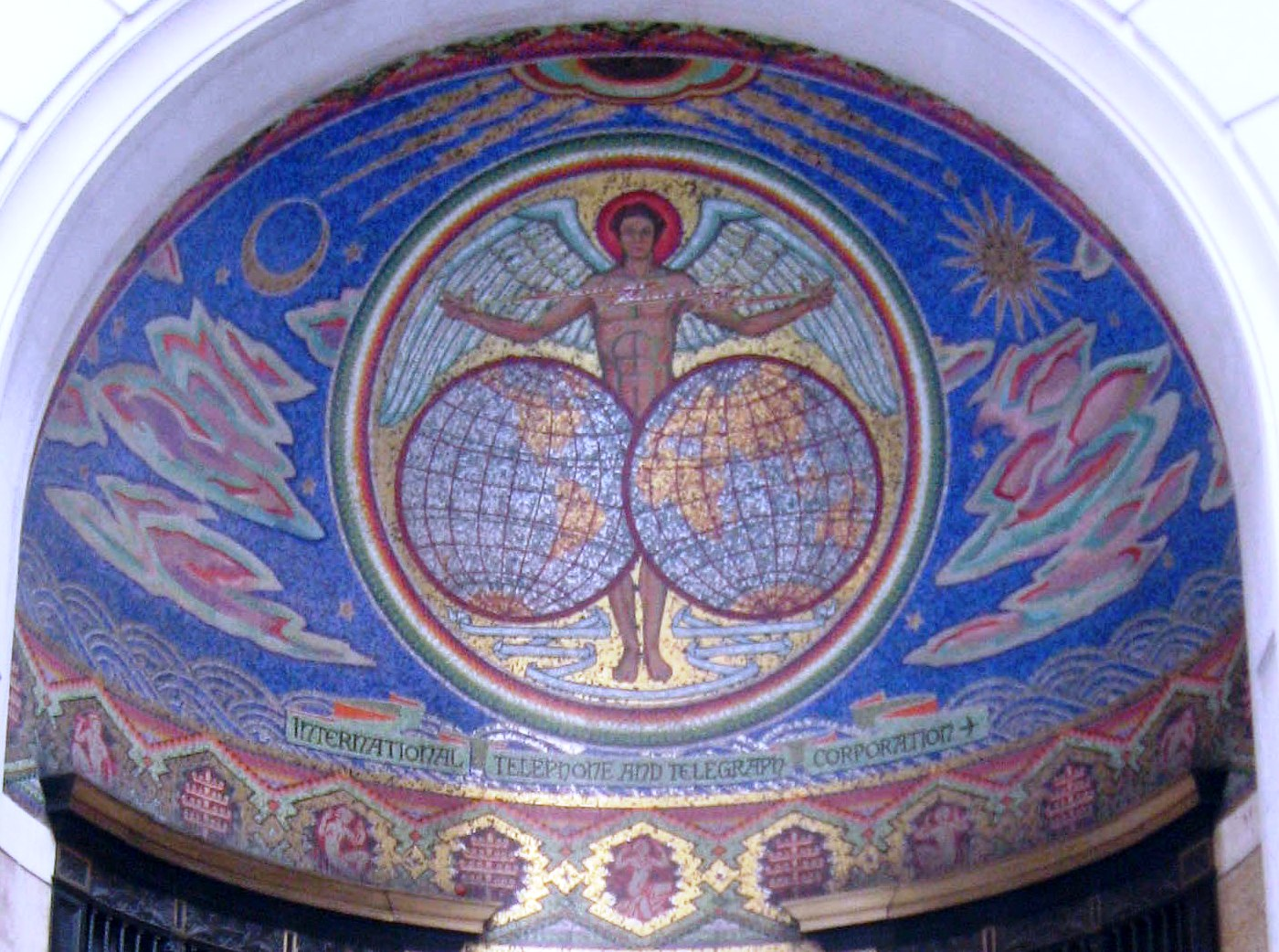
Detalle de la puerta.

### Participación nazi
Según el libro de Anthony Sampson, El Estado soberano de la ITT, uno de primeros hombres de negocios estadounidense recibido por Adolf Hitler después de tomar el poder en 1933 fue Sosthenes Behn, en ese entonces director general de ITT y su representante alemán, Henry Mann. Antony C. Sutton, en su libro Wall Street y el Ascenso de Hitler, afirma de que las filiales de ITT hicieron pagos en efectivo al líder de la SS Heinrich Himmler.
ITT, a través de su filial The Lorenz Company, adquirió el 25 % del fabricante alemán de aviones Focke-Wulf, constructor de algunos de los aviones de combate de mayor éxito de la Luftwaffe. En la década de 1960, ITT Corporation recibió 27 millones de dólares de indemnización por los daños causados a su participación en la planta de Focke-Wulf durante la Segunda Guerra Mundial debido a los bombardeos aliados. Además, el libro de Sutton revela que la ITT adquirió Huth and Company, G.m.b.H. de Berlín, que fabricó partes de radios y radares que se utilizaban en los equipos de la Wehrmacht.

### Guerra civil española
Según informes desclasificados del Ejército de los Estados Unidos, el agregado militar nazi en España Karl-Erich Kühlenthal reveló que a principios de 1937 la ITT había financiado al bando sublevado con hasta 10 millones de dólares de la época, además de facilitarle el acceso a líneas de crédito. A cambio, el líder golpista Francisco Franco se comprometía a conceder a la empresa el monopolio del servicio de teléfono y telégrafo en territorio español.

### Posguerra
En 1951, ITT compró la compañía de televisión de Philo Farnsworth para entrar en ese mercado. En aquel momento Farnsworth también estaba desarrollando el Fusor. También en 1951, ITT compró una participación mayoritaria en la Kellogg Switchboard & Supply Company, fundada en 1897 como pionera en las centrales telefónicas, y compró las acciones restantes al año siguiente. ITT cambió el nombre de la compañía a ITT Kellogg. Después de la fusión de la Federal Telephone and Radio Corporation en ITT Kellogg y la combinación de operaciones manufactureras el nombre fue cambiado otra vez a las ITT Telecommunications.
En 1972, el Grupo KONI fabricante de amortiguadores, fue agregado a la lista de adquisiciones.

### Telecomunicaciones internacionales
Algunas filiales internacionales de fabricación de telecomunicaciones fueron Standard Telephones and Cables (STC) en Australia y Gran Bretaña, Standard Elektrik Lorenz (SEL) en Alemania, Bell Telephone Manufacturing Company (BTM) en Bélgica, y CGCT y LMT en Francia. Alec Reeves inventó la modulación por impulsos codificados (MIC), en el que se basaba el futuro de todas las comunicaciones digitales de voz.

### Nombramiento de Harold Geneen
En 1959, Harold Geneen se convirtió en CEO. Mediante la instrumentación de compras apalancadas, convirtió a la ITT en una empresa importante en los años 1960. En 1963, ITT intentó comprar la cadena de televisión ABC por 700 millones de dólares. El acuerdo fue detenido por los reguladores antimonopolio federales que temían que ITT se hiciera demasiado grande. Con el fin de seguir creciendo sin invalidar la legislación antimonopolio, comenzó a adquirir empresas fuera de la industria de las telecomunicaciones. Bajo el mandato de Geneen, ITT compró más de 300 empresas en la década de 1960, incluyendo algunas adquisiciones hostiles. Los acuerdos incluían compañías conocidas como la cadena de hoteles Sheraton, Continental Baking Company (fabricante del pan Wonder Bread), la compañía de seguros The Hartford y Avis Rent-a-Car. ITT también absorbió operaciones más pequeñas en partes automotrices, energía, libros, semiconductores y cosméticos. En 1966, ITT adquirió Educational Services Inc., un operador de escuelas con fines de lucro, que se convirtió en ITT Technical Institute (ITT/ESI).
Las ventas de ITT crecieron de alrededor de 700 millones de dólares en 1960 a cerca de 8 mil millones de dólares en 1970, y su beneficio se incrementó de 29 millones a 550 millones de dólares. Sin embargo, cuando las tasas de interés más altas empezaron a afectar las ganancias a fines de los años 60, el crecimiento de ITT se redujo considerablemente.
A finales de los años 60, la fabricante británica de electrónica Kolster-Brandes había tenido problemas con su producción de televisores en color y recurrió a ITT en busca de ayuda; ITT compró la empresa, y por un tiempo, los productos del Reino Unido tenían la sigla "ITT KB", aunque en realidad eran solo de ITT. A fines de los años 1970, ITT tenía una buena presencia en el mercado eléctrico interno del Reino Unido en televisores, productos de audio y radios portátiles.

### Participación en el golpe de Estado de 1973 en Chile
En 1970, ITT adquirió el 70 % de la Compañía de Teléfonos de Chile (CTC), y comenzó a financiar a El Mercurio, un diario chileno de derecha. Documentos desclasificados de la CIA en el año 2000 sugieren que la ITT ayudó financieramente a los opositores del gobierno de Salvador Allende. El 28 de septiembre de 1973, la sede de ITT en Nueva York fue atacada con explosivos por el grupo Weather Underground debido a su presunta participación en el derrocamiento del 11 de septiembre del gobierno democrático de Chile.
En 1972, el columnista Jack Anderson divulgó una nota de la negociadora de ITT en Washington, Dita Beard, que reveló una relación entre la provisión de fondos de ITT para la Convención Nacional Republicana y la solución de un Departamento de Justicia de los Estados Unidos de una demanda antimonopolio favorable a la ITT.
Geneen permaneció como director general de ITT hasta 1977, mientras que muchos conglomerados habían removido a sus directores generales debido a la falta de beneficios. Su sucesor, Rand Araskog, desmanteló gran parte de la ITT, vendiendo la mayoría de sus explotaciones, incluida la última de las empresas de telecomunicaciones de ITT.

### Disolución
En 1989, ITT vendió todos los negocios internacionales de telecomunicaciones a Alcatel, ahora Alcatel-Lucent. ITT Kellogg también fue parte de la venta de 1989 a Alcatel. La compañía fue vendida a inversionistas privados en los Estados Unidos y cambió su nombre a Cortelco Kellogg. Hoy la empresa se conoce como Cortelco (Corinth Telecommunications Corporation). ITT Educational Services, Inc. (ESI) se desligó a través de una oferta pública inicial en 1994, con ITT como accionista del 83%. ITT fusionó su división de larga distancia con Metromedia Long Distance, creándose Metromedia-ITT. Metromedia-ITT finalmente fue adquirido por el Long Distance Discount Services, Inc. (LDDS) en 1993. LDDS cambiaría su nombre a WorldCom en 1995.
En 1995, ITT Corporation se dividió en tres empresas públicas independientes:
- ITT Corp. - En 1997, ITT Corp. completó una fusión con Starwood Hotels & Resorts Worldwide, vendiendo su división hotelera y turística. En 1999, ITT se despojó completamente de ITT/ESI. Sin embargo, las escuelas siguen funcionando como ITT Technical Institute utilizando el nombre de ITT bajo licencia. También en 1999, ITT Corp. abandonó el nombre de ITT en favor de Starwood.
- ITT Hartford (seguros) - Hoy en día, ITT Hartford sigue siendo una importante compañía de seguros a pesar de que ha eliminado la sigla ITT de su nombre completo. La empresa es ahora conocida como The Hartford Financial Services Group, Inc.
- ITT Industries - ITT funcionar bajo este nombre hasta 2006 y es uno de fabricación y de negocios contratista de defensa.
  - El 1 de julio de 2006, ITT Industries cambió su nombre a ITT Corporation como resultado de la votación de los accionistas el 9 de mayo de 2006.

### Persecución penal
En marzo de 2007, ITT Corporation se convirtió en el primer gran contratista de defensa en ser condenado por violación criminal de la Ley de Control de Exportación de Armas. Las multas surgieron a partir de un programa de externalización de ITT, en el que se transfirieron gafas de visión nocturna e información clasificada sobre las medidas que prohíben las armas láser, incluyendo filtros de interferencia de la luz a ingenieros en Singapur, la República Popular China, y el Reino Unido. Fueron multados con 100 millones de dólares a pesar de que también tuvieron la opción de gastar la mitad de esa suma en la investigación y desarrollo de nuevas tecnologías de visión nocturna. El gobierno de Estados Unidos asumió los derechos de la propiedad intelectual resultante.
En su investigación y posterior decisión, el Departamento de Justicia de los Estados Unidos consideró que la empresa se esforzó significativamente para eludir las normas relativas a las exportaciones incluyendo la creación de una empresa ficticia.

### Compra de International Motion Control (IMC)
Se alcanzó un acuerdo el 26 de junio de 2007 para que ITT adquiriera la empresa privada International Motion Control (IMC) por 395 millones de dólares. El acuerdo se cerró y fue aprobado en septiembre de 2007.

### Compra de EDO
Se alcanzó un acuerdo el 18 de septiembre de 2007 para que ITT comprara EDO Corporation por 1700 millones de dólares. Después de aprobación de los accionistas de EDO, el acuerdo se cerró el 20 de diciembre de 2007.
Como resultado de esta compra ITT se convirtió en el blanco del grupo británico de protesta antibélica Smash EDO, que había estado haciendo campañas en contra de la filial británica EDO MBM Technology Ltd. desde 2004. EDO MBM fue renombrado como ITT Integrated Structures UK. En enero de 2009 activistas de Smash EDO allanaron la fábrica y llevaron a cabo lo que denominaron un "desmantelamiento" para evitar que la fábrica ayudara los crímenes de guerra israelíes en Gaza. En un juicio con jurado en 2010, 7 personas fueron absueltas de conspiración para causar daños materiales debido a que el daño causado no fue penal.

### Compra de Laing
El 16 de abril de 2009, ITT anunció que había firmado un acuerdo definitivo para adquirir Laing GmbH de Alemania, un fabricante privado líder en bombas de circulación energéticamente eficientes, utilizadas principalmente en las tuberías residenciales y comerciales y en calefacción, ventilación y aire acondicionado.

## Sede
El edificio ubicado en 1330 Avenue of the Americas en Manhattan, Nueva York, que fue la sede corporativa de ITT antes de su fusión con Starwood Hotels & Resorts, era originalmente propiedad de la cadena de televisión ABC, que ITT trató de adquirir en 1963. Después de una crisis financiera, ABC se mudó del edificio conocido como "Brown Rock" y lo vendió a un conglomerado japonés que luego a su vez vendió una buena porción a ITT Corporation.